# Вортон Тауншип (округ Поттер, Пенсільванія)
Вортон Тауншип (англ. Wharton Township) — селище (англ. township) в США, в окрузі Поттер штату Пенсільванія. Населення — 117 осіб (2020).

## Демографія
Згідно з переписом 2010 року, у селищі мешкало 99 осіб у 51 домогосподарстві у складі 30 родин. Було 735 помешкань
Расовий склад населення:
| - 98,0 % — білих - 1,0 % — азіатів |

До двох чи більше рас належало 1,0 %. Частка іспаномовних становила 1,0 % від усіх жителів.
За віковим діапазоном населення розподілялося таким чином: 7,1 % — особи молодші 18 років, 57,5 % — особи у віці 18—64 років, 35,4 % — особи у віці 65 років та старші. Медіана віку мешканця становила 62,3 року. На 100 осіб жіночої статі у селищі припадало 120,0 чоловіків;  на 100 жінок у віці від 18 років та старших — 119,0 чоловіків також старших 18 років.
Середній дохід на одне домашнє господарство  становив 39 203 долари США (медіана — 35 000), а середній дохід на одну сім'ю — 35 668 доларів (медіана — 34 375). 
Цивільне працевлаштоване населення становило 23 особи. Основні галузі зайнятості: транспорт — 21,7 %, освіта, охорона здоров'я та соціальна допомога — 21,7 %, науковці, спеціалісти, менеджери — 13,0 %, виробництво — 13,0 %.